# 戦国エース
『戦国エース』（Sengoku Ace）は、1993年4月22日に発売された彩京（当時は彩アート京都）開発の業務用縦スクロールシューティングゲーム。中村博文がキャラクターデザインを担当し、当時の『コミックゲーメスト』ではかぢばあたるによる漫画作品が連載された。2004年12月2日に、続編である『戦国ブレード』とのカップリングによる移植作品『彩京シューティングコレクションVol.2』がタイトーより発売された。また、2018年2月15日に、Nintendo Switchにて『戦国エース for Nintendo Switch』のタイトルで配信され、のちに2019年8月29日に発売されたNintendo Switch用パッケージソフト『彩京 SHOOTING LIBRARY Vol.2』にも収録されている（内容はダウンロード版と同一）。2020年5月20日にはSteamにて配信。また、2022年7月28日にはPlayStation 4、Xbox Oneで配信がされ、パッケージソフトである『彩京 SHOOTING LIBRARY Vol.2』がPlayStation 4で同日発売された。

## 概要
ビデオシステムの『ソニックウィングス』開発チームが独立し、株式会社彩アート京都設立後に初めて手がけたシューティングゲーム作品。ランダム要素や自機のパワーダウンなどのシステムを踏襲しつつ、後の彩京作品の特色となる「彩京弾」の導入、2人プレイ時限定の専用デモの挿入など独自の要素を盛り込んでいる。和風をテーマとしたシューティングゲームであるため忍者、妖怪、からくりなどが多数登場する。

## 構成
8方向レバーと2ボタン（ショット、スペシャルウェポン）を使って自機を操作し、邪教集団「神羅教」に誘拐された月姫の救出と邪神復活の計画を阻止する。ステージは全7面で構成されており、前半3面は4種類のステージからランダムに選ばれ、後半4面は全キャラクター共通の固定ステージとなっている。2周目の前半3面には、1周目で選ばれなかったステージが必ず含まれる。

### アイテム
- P（パワー）

自機のショットがパワーアップする。最大で4段階までパワーアップし、4段階目になると非常に強力なショットが撃てるようになるが、ある程度撃ち続けると3段階目に戻る。
- B（ボム）

スペシャルウェポンの所持数が1つ増える。

### スーパーショット
Pを1つ以上取得している状態でショットボタンをしばらく押し続けると自機が変形し、この状態でショットボタンを放すと威力の高いスーパーショットが発射される。

## キャラクター

### プレイヤーキャラクター
ゲーム開始時に、以下の6機のいずれかを選択する。2人プレイ時の同キャラクター選択は不可。
疾風のジェーン
声 - 江森浩子
本名「ジェーン・ファーラント」。21歳。職業：忍者。
金髪蒼眼のくノ一。この国のとある領主のお庭番を務めており、邪教粉砕の密命を遂行するために旅に出た。 続編の戦国ブレードでは妹のユーニスが登場し、エンディングではジェーンがユーニスを助けるシーンがある。
- 機体：驚異の忍者グライダー 飛影（とびかげ）
- スーパーショット：大天竜
- スペシャルウェポン：花の舞

ターボ坊主 天外
声 - 郷里大輔
本名「狩野天外（かのう てんがい）」。50歳。職業：僧侶。
凄まじい法力と怪力を併せ持つ流浪の仏僧。旅の途中で禍々しい邪気を感じ、その根源である邪教を滅さんと足を運ぶ。
- 機体：霊力を帯びた隼 怪鳥 善次郎（ぜんじろう）
- スーパーショット：数珠光輪
- スペシャルウェポン：坊主念仏地獄

超天才犬 犬王丸
本名「犬王丸（けんおうまる）」。年齢は不明。職業：天才犬。
自らを「獣の王」と称する白眉の大型犬。人語を解する上に戦闘機をも自在に操縦する驚異的頭脳を持ち、己の存在を知らしめるために邪教討伐に向かう。
- 機体：超音速ドッグファイター ブルーファング
- スーパーショット：首輪バリア
- スペシャルウェポン：絶天狼抜刀牙

暴れん坊巫女 こより
声 - 江森浩子
本名「富樫こより（とがし - ）」。17歳。職業：巫女。
巫女としての恵まれた素質と底知れぬ法力を持つが、金に目が無いじゃじゃ馬娘であるため、修行を名目に神社を追い出された。
- 機体：紅の鳥居型複葉機 ゴッドワフーン
- スーパーショット：おふだ乱れ撃ち
- スペシャルウェポン：おみくじボム

閃光のアイン
声 - 江川央生
本名「アイン・シャイン」。25歳。職業：侍。
金髪を束ね上げ、刀の鍔を眼帯代わりに用いている侍姿の異人。行方不明の妹を探して方々を旅しており、その道中でこの国に辿り着く。続編の戦国ブレードでは隠しキャラとして登場。
- 機体：情け無用の戦闘機　震電J-9
- スーパーショット：フレイムアロー
- スペシャルウェポン：サムライソード

からくり屋 源内
声 - 郷里大輔
本名「平乃源内（ひらの げんない）」。77歳。職業：蘭学者。
あらゆる方面で才能を発揮する稀代の蘭学者。自らが設計した万能からくり人形「蘭丸」を引き連れて、蘭学による理想郷実現のために世直しの旅に出る。
- 機体：スーパー蘭学戦闘機 エレキテル壱号[4]
- スーパーショット：スーパーエレキテル
- スペシャルウェポン：空爆ロボ援護射撃

### 機忍四天王
前半のステージの中ボス達。ステージ5では全員と再戦する。
地龍
本名「千砂山道節（ちさやま どうせつ）」。
機忍四天王のリーダー的存在。巨漢で怪力を誇る荒法師。天外とは旧知の中。四天王の中で最大の出力を誇る。
火燕
本名「日比野風姫（ひびの ふうき）」。
四天王の紅一点。右目が義眼になっているくの一。アインを執拗に狙うが理由は不明。四天王の中で最大の火力を誇る。
風牙
本名「ジャック・ファーラント」。
剣術使いの異国人。四天王の中で最大の機動力を誇り、高速移動を利用した分身「風魔分身斬」を操る。
水瑚
本名「水野華暫（みずの かざん）」。
手裏剣の名手の天才忍者。水中での活動を得意としており、水上に残像を出現させる「水壁残影術」で敵を翻弄する。

## 続編
- 戦国ブレード
- 戦国キャノン